# Thormora johnstoni
Thormora johnstoni är en ringmaskart som först beskrevs av Johan Gustaf Hjalmar Kinberg 1856.  Thormora johnstoni ingår i släktet Thormora och familjen Polynoidae.
Artens utbredningsområde är Mexikanska golfen. Inga underarter finns listade i Catalogue of Life.